# Comuna Drozdî, Bila Țerkva
Drozdî (în ucraineană Дрозди) este o comună în raionul Bila Țerkva, regiunea Kiev, Ucraina, formată din satele Drozdî (reședința) și Mazepînți.

## Demografie
Componența lingvistică a comunei Drozdî
     Ucraineană (98,56%)
     Rusă (1,3%)
     Alte limbi (0,14%)
Conform recensământului din 2001, majoritatea populației comunei Drozdî era vorbitoare de ucraineană (98,56%), existând în minoritate și vorbitori de rusă (1,3%).